# Савин, Георгий Георгиевич
Георгий Георгиевич Савин (1939—2008) — советский и российский военный деятель и педагог, кандидат военных наук, профессор, генерал-лейтенант. Начальник Военной академии связи имени С. М. Будённого (1991—1995). Заслуженный связист Российской Федерации (1994).

## Биография
Родился 12 декабря 1939 года в Ульяновске.
С 1957 года призван в ряды Советской армии и с 1957 по 1961 год проходил обучение в Ульяновском военном училище связи. С 1961 года служил в воинских и специальных частях Войск связи Министерства обороны СССР. С 1961 по 1970 год служил на различных командно-штабных должностях: дежурный офицер по радиосвязи и по связи, начальник телеграфной станции, помощник начальника связи по снабжению полка связи, начальник центра связи отдельной ракетной бригады. 
С 1970 по 1974 год обучался в Военной академии связи имени С. М. Будённого, которую окончил с отличием. С 1974 по 1987 год — командир учебного батальона и полка связи, командир бригады связи в составе Московского военного округа, заместитель начальника войск связи Ленинградского военного округа. С 1981 по 1983 год обучался в  Военной ордена Ленина Краснознамённой ордена Суворова академии Генерального штаба Вооружённых Сил СССР имени К. Е. Ворошилова. С 1983 по 1987 год — начальник войск связи Ленинградского военного округа. 
С 1987 по 1989 год — генерал-инспектор войск связи Главной инспекции Министерства обороны СССР. С 1989 по 1991 год находился на научно-педагогической работе в Военной ордена Ленина Краснознамённой ордена Суворова академии Генерального штаба Вооружённых Сил СССР имени К. Е. Ворошилова в должности начальника кафедры связи. С 1991 по 1995 год — начальник Военной академии связи имени С. М. Будённого. В 1994 году Указом Президента Российской Федерации «За заслуги в области связи и многолетнюю добросовестную службу» Г. Г. Савину было присвоено почётное звание Заслуженный связист Российской Федерации.
С 1995 года в запасе. 
Скончался 12 апреля 2008 года в Москве. Похоронен на кладбище " Ракитки" участок 44.

## Высшие воинские звания
- Генерал-майор (17.02.1986)
- Генерал-лейтенант (24.10.1991)[5]

## Награды
- Орден «За службу Родине в Вооружённых Силах СССР» II и III степени[1][2][3].
- Заслуженный связист Российской Федерации (1994 — «За заслуги в области связи и многолетнюю добросовестную службу»)[6]